# ムギラン
ムギラン(麦蘭、Bulbophyllum inconspicuum)は、小型の着生ランである。日本産の着生ランではもっとも普通な種の一つである。

## 特徴
ムギランは、単子葉植物ラン科マメヅタラン属の多年草である。日本産のこの属のものでは最も普通種で、樹木の幹や岩に張り付いて育つ着生植物である。
匍匐茎は針金のように細くて硬く、横に這ってあちこちから根を出す。匍匐茎にはわずかに間を開けて偽球茎をつける。偽球茎は卵形で緑色、表面は少ししわがよっていて硬い。その先端に葉が一枚つく。葉は楕円形、長さは1-3cm、偽球茎と同じくらいか一回り大きい。先端は丸い。葉質は肉厚で硬く、やや偏平で主脈に沿って少しだけ折れる。古くなると葉は基部で折れて落ちるが、偽球茎は数年間は生き残り、水や栄養を蓄える働きをする。したがって、古い部分は緑色の卵形の粒が並んだような姿になり、麦蘭の麦とは、これを麦粒に見立てたものである。
初夏から夏にかけ、偽球茎の基部から花茎が出て、先端に花を普通は一つつける。花茎は短めで、花は葉の上に顔を出さない。花は黄色っぽく、それぞれの萼片および側花弁は長さ3-3.5mmと小さく、楕円形でやや先端がとがり、抱え気味に開く。

## 生育環境
日本では本州（宮城県以南）、四国、九州に分布し、暖温帯の常緑樹林に生育し、樹木上や岩上に着生する。国外では朝鮮半島南部に分布する。
マメヅタランなどと混生することもある。

## 類似種
よく似たものにミヤマムギラン(B. japonicum (Makino) Makino)がある。形は全体によく似ているが、ミヤマムギランの方が一回り大きく、また、葉が細長く、先端がとがる。花は花茎が長く、葉の上に出て咲く。花茎には少数の花がつく。花形は特殊で、上側三弁と唇弁はごく小さく、下側外二弁は細長く伸びて長さ8mm程になり、平行して前に突出し、その先端はまとまる。全体としては小さな舟型に近い。紀伊半島から四国、九州、それに台湾に分布する。日本ではムギランなどと似たような場所に生える。
また、別属のオサラン(Eria reptans (Franch. et Savat.) Makino)も似たようなところに生え、姿や大きさもやや似ているが、匍匐茎がなくて偽球茎だけが並ぶこと、その先端に普通は葉を二枚つける点などが異なる。

## 利用
実用的な利用はない。その形の面白さから、観賞用に栽培されることもあるが、それほど鑑賞価値の高いものではなく、また普通種でもあるので、減少傾向は著しいものの、取り尽されるような採集圧はかかってはいない。
ただし、ミヤマムギランには斑入り株が発見されており、鑑賞価値が高く評価されている。

## 保全状況評価
- 準絶滅危惧（NT）（環境省レッドリスト）

2000年レッドデータブックでは絶滅危惧II類(VU)。2007年レッドリストから準絶滅危惧(NT)。

## ギャラリー
- 偽球茎と葉
- 茎の基部からでた花